# خط طول 3° غرب
خط طول 3° غرب هو أحد خطوط الطول الجغرافية، والتي تمتد من القطب الشمالي الجغرافي إلى القطب الجنوبي الجغرافي، وحسب التحويل الزمني يتأخر خط طول 3° غرب عن خط غرينتش بـ12 دقيقة.

## من القطب إلى القطب
ينطلق خط طول 3° غرب من القطب الشمالي نحو القطب الجنوبي مرورا بالمناطق التي ترد في الجدول التالي:
| الإحداثيات                       | البلد أو الإقليم أو البحر | ملاحظات |
| -------------------------------- | ------------------------- | --- |
| 90°0′N 3°0′W / 90.000°N 3.000°W  | المحيط المتجمد الشمالي    | |
| 81°49′N 3°0′W / 81.817°N 3.000°W | المحيط الأطلسي            | |
| 59°20′N 3°0′W / 59.333°N 3.000°W | المملكة المتحدة           | اسكتلندا — island of Westray |
| 59°16′N 3°0′W / 59.267°N 3.000°W | المحيط الأطلسي            | Westray Firth |
| 59°11′N 3°0′W / 59.183°N 3.000°W | المملكة المتحدة           | اسكتلندا — islands of Rousay and Wyre |
| 59°7′N 3°0′W / 59.117°N 3.000°W  | بحر الشمال                | Wide Firth |
| 59°11′N 3°0′W / 59.183°N 3.000°W | المملكة المتحدة           | اسكتلندا — island of Mainland (Orkney) |
| 58°57′N 3°0′W / 58.950°N 3.000°W | سكوبا فلو                 | |
| 58°49′N 3°0′W / 58.817°N 3.000°W | المملكة المتحدة           | اسكتلندا — island of South Ronaldsay |
| 58°48′N 3°0′W / 58.800°N 3.000°W | بحر الشمال                | |
| 57°40′N 3°0′W / 57.667°N 3.000°W | المملكة المتحدة           | اسكتلندا — passing through دندي (at 56°28′N 3°0′W / 56.467°N 3.000°W) |
| 56°12′N 3°0′W / 56.200°N 3.000°W | خور فورث                  | |
| 55°57′N 3°0′W / 55.950°N 3.000°W | المملكة المتحدة           | اسكتلندا — passing just east of إدنبرة (at 55°57′N 3°10′W / 55.950°N 3.167°W) إنجلترا — from 55°3′N 3°0′W / 55.050°N 3.000°W |
| 54°9′N 3°0′W / 54.150°N 3.000°W  | البحر الأيرلندي           | Morecambe Bay |
| 53°56′N 3°0′W / 53.933°N 3.000°W | المملكة المتحدة           | إنجلترا — passing through ليفربول (at 53°24′N 3°0′W / 53.400°N 3.000°W) ويلز — from 53°14′N 3°0′W / 53.233°N 3.000°W England — from 52°57′N 3°0′W / 52.950°N 3.000°W Wales — from 52°44′N 3°0′W / 52.733°N 3.000°W England — from 52°43′N 3°0′W / 52.717°N 3.000°W Wales — from 52°21′N 3°0′W / 52.350°N 3.000°W England — from 52°19′N 3°0′W / 52.317°N 3.000°W Wales — from 52°16′N 3°0′W / 52.267°N 3.000°W England — from 52°15′N 3°0′W / 52.250°N 3.000°W Wales — from 51°55′N 3°0′W / 51.917°N 3.000°W |
| 51°32′N 3°0′W / 51.533°N 3.000°W | قناة برستل                | |
| 51°20′N 3°0′W / 51.333°N 3.000°W | المملكة المتحدة           | إنجلترا |
| 50°42′N 3°0′W / 50.700°N 3.000°W | بحر المانش                | |
| 48°46′N 3°0′W / 48.767°N 3.000°W | فرنسا                     | |
| 47°34′N 3°0′W / 47.567°N 3.000°W | المحيط الأطلسي            | خليج غاسكونيا — passing just east of Belle Île, فرنسا (at 47°18′N 3°3′W / 47.300°N 3.050°W) |
| 43°23′N 3°0′W / 43.383°N 3.000°W | إسبانيا                   | |
| 36°45′N 3°0′W / 36.750°N 3.000°W | البحر الأبيض المتوسط      | بحر البوران — passing just east of جزيرة البران, إسبانيا (at 35°57′N 3°2′W / 35.950°N 3.033°W) |
| 35°25′N 3°0′W / 35.417°N 3.000°W | المغرب                    | Passing just west of the exclave of مليلية, إسبانيا (at 35°18′N 2°58′W / 35.300°N 2.967°W) |
| 31°45′N 3°0′W / 31.750°N 3.000°W | الجزائر                   | |
| 23°51′N 3°0′W / 23.850°N 3.000°W | مالي                      | Passing through تمبكتو (at 16°46′N 3°0′W / 16.767°N 3.000°W) |
| 13°40′N 3°0′W / 13.667°N 3.000°W | بوركينا فاسو              | |
| 9°43′N 3°0′W / 9.717°N 3.000°W   | ساحل العاج                | |
| 7°10′N 3°0′W / 7.167°N 3.000°W   | غانا                      | |
| 5°42′N 3°0′W / 5.700°N 3.000°W   | ساحل العاج                | |
| 5°6′N 3°0′W / 5.100°N 3.000°W    | غانا                      | |
| 5°4′N 3°0′W / 5.067°N 3.000°W    | المحيط الأطلسي            | |
| 60°0′S 3°0′W / 60.000°S 3.000°W  | المحيط الجنوبي            | |
| 70°18′S 3°0′W / 70.300°S 3.000°W | القارة القطبية الجنوبية   | أرض الملكة مود — المطالب الإقليمية بالقارة القطبية الجنوبية by النرويج |